# 京都聴覚言語障害者の豊かな暮らしを築くネットワーク
京都聴覚言語障害者の豊かな暮らしを築くネットワーク（きょうとちょうかくげんごしょうがいしゃのゆたかなくらしをきずくねっとわーく）は京都府内に活動拠点を置く、聴覚言語障害者の福祉の増進を目的とする大衆団体である。略称は京都聴言ネット、内部では府ネットという。

## 歴史
- 1973年 - 「京都聴覚言語障害総合センター建設委員会」結成
- 1974年 - 「3・3聴言センター建設決起集会」開催
- 1975年 - 「第1回耳の日記念集会」開催
- 1978年
  - 京都市聴覚言語障害センター開所（京都市左京区高野）
  - 「いこいの村建設委員会」として再結成
- 1982年 - 「いこいの村 栗の木寮」開所
- 1992年
  - 「いこいの村 梅の木寮」開所
  - 京都市聴覚言語障害センター移転拡充委員会として再結成
- 1997年 - 京都市聴覚言語障害センター移転拡充（京都市中京区西ノ京）
- 1996年 - 「みんなでめざそうよりよい手話通訳」の学習・普及活動
- 1997年 - 映画「どんぐりの家」の上映運動
- 1998年2月19日 - 京都聴覚言語障害者の豊かな暮らしを築くネットワーク結成
- 1999年 - 「いこいの村 栗の木寮」大規模修繕
- 2004年 - 「いこいの村 梅の木寮」増築
- 2008年 - 結成10周年。9月には社会福祉法人京都聴覚言語障害者福祉協会創立30周年記念祭典の主催を担った。

　　　　　　　　京都の聴覚言語障害者福祉の向上を目指す運動の中長期計画としての「レインボープラン（基本骨子）」を発表する。
- 2012年3月 -「新レインボープラン」発表。向こう10年間の計画を発表する。

## 目的
京都の聴覚言語障害者の権利を守り、私たちの豊かな生活を築くため、福祉、労働、教育などの施策や施設事業をさらに発展させ、関係団体の意思を統一して、運動を大きく展開していくことを目的とする。

## 主催行事
- 耳の日記念集会（年1回、3月3日耳の日を記念して、直近の土曜日ないし日曜日に京都府内で行われる集会）
- 聴覚言語障害者のくらしを考える京都集会
- レインボーまつり（年１回、社会福祉法人京都聴覚言語障害者福祉協会後援会の定期総会に併せて行うバザーなどの催し）

## 構成団体
- 京都府聴覚障害者協会
- 京都府難聴者協会
- 京都市中途失聴・難聴者協会
- 京都言友会
- 京都盲ろう者ほほえみの会
- 京都手話通訳問題研究会
- 京都府手話サークル連絡会
- 京都府要約筆記サークル連絡会

等、計16団体